# Монтрёй, Пьер де
Пьер де Монтрёй (фр. Pierre de Montreuil; ок. 1200 года, Монтрёй — 17 марта 1267 года, Париж), известный также как Пьер из Монтрейля, Пьер де Монтрейль и даже как Пьер де Монтеро, Пьер де Монтро, — французский зодчий XIII века; родом из Монтрёя (ныне восточный пригород Парижа); потомственный архитектор; работал в период «лучистой готики» (gothique rayonnant).

## Биография
Участвовал в строительстве аббатства Сен-Дени (около 1231), затем новой трапезной для аббатства Сен-Жермен-де-Пре (около 1239).
С XVII века ему приписывается работа по созданию парижской жемчужины — капеллы короля Людовика IX Сен-Шапель (1243—1248). В настоящее время исследования опровергают его авторство.
Около 1250 года работал над сооружением большой Капеллы Святой Девы (Богоматери) для аббатства Сен-Жермен-де-Пре.
В 1265 году сменил зодчего Жана де Шелль на строительстве парижского собора Нотр-Дам, занимался постройкой боковых капелл в южной части трансепта собора, также устанавливал красную дверь.
Ему приписываются капелла на территории Сен-Жерменского дворца и трапезная церкви Сен-Мартен-де-Шан (ныне зал библиотеки парижской Консерватории искусств и ремёсел).
Был погребён, вместе с женой Агнессой, в построенной им же Капеллы Святой Девы в Сен-Жермен-де-Пре в Париже. На надгробной плите был изображён архитектор с линейкой и циркулем и выгравирована эпитафия, упоминавшая его звание «наставника каменщиков» (docteur ès pierres, иногда переводят как «доктор каменных дел»). Капелла, а также трапезная этого парижского монастыря были разрушены в 1794 году.